# Trolljägaren
Trolljägaren (norska: Trolljegeren) är en norsk fantasykomedifilm från 2010, skriven och regisserad av André Øvredal. Filmen är en avslöjande "mockumentär" om tre unga filmstudenter som följer med trolljägaren Hans som är anställd av "Trollsäkerhetsverket" och hans hemliga jakt på troll i norsk natur. Handlingen presenteras som om videomaterialet har lämnats kvar av studenterna och visar flera möten med riktiga troll.
Huvudrollen som trolljägaren spelas av komikern Otto Jespersen, hans kollega Finn av Hans Morten Hansen och ungdomarna av Glenn Erland Tosterud, Tomas Alf Larsen och Johanna Mørck.

## Handling
Trollsäkerhetsverket är en fiktiv norsk statlig myndighet. Verket ansvarar för viltförvaltningen av den norska trollpopulationen. Byrån ger sig ut och förstör troll som brutit sig ut från sina revir och utgör ett hot mot människor och jordbruksintressen, med en tydlig hänvisning till norsk rovdjursförvaltning. Byråns existens och verksamhet hålls hemlig. Verket ansvarar även för att rapportera troll som dödats. Byrån har bara en person som utför fältarbete, Hans.
En dag följer tre unga filmstudenter med honom ut på hans arbete.

## Rollista
- Otto Jespersen – Hans
- Tomas Alf Larsen – Kalle, student i Volda
- Johanna Mørck – Johanna, student i Volda
- Glenn Erland Falck Tosterud – Thomas, student i Volda
- Hans Morten Hansen – Finn från Trollsäkerhetsverket
- Robert Stoltenberg – polsk björnjägare
- Tom Jørgensen – polsk björnjägare
- Knut Nærum – elverkschefen
- Urmila Berg-Domaas – Malica, fotograf
- Torunn Lødemel Stokkeland – Hilde, veterinär
- Eirik Bech – campingplatschef
- Kaja Halden Aarrestad
- Inge Erik Henjesand
- Benedicte Aubert Ringnes
- Magne Skjævesland
- Finn Norvald Øvredal
- Jens Stoltenberg – sig själv

## Produktion
Trollen och andra visuella effekter i filmen gjordes av VFX-studiorna Gimpville och Storm Studios i Oslo, samt Superrune som stod för Raglefant-sekvensen. Filmen hade norsk premiär den 29 oktober 2010.
Filmen släpptes internationellt under titeln The Troll Hunter.

## Mottagande
Efter att filmen visats på festivaler för filmer i samma genre har den fått flera entusiastiska recensioner. I norsk press fick den ett allmänt bra mottagande.

## Utmärkelser
Filmen vann två priser under Amandapriset 2011, bland dem publikpriset Folkets Amanda, två priser under Cannon Award 2010 och har även vunnit flera internationella priser.